# Väinö Myllyrinne
Väinö Myllyrinne (Helsinki, 27 febbraio 1909 – Järvenpää, 13 aprile 1963) è stato uno showman finlandese.
Dal 1940 al 1963 detenne il record di uomo più alto vivente con i suoi 2,5 m

## Biografia
Nacque a Helsinki, in Finlandia. A 21 anni era alto 222 cm, ma continuò a crescere, raggiungendo 251 cm, con un peso di 197 kg. La sua apertura delle braccia era di 275 cm. Myllyrinne è considerato il soldato più alto della storia. Nel 1940 fu riconosciuto uomo più alto vivente. Mantenne questo record fino alla sua morte. Oltre il record di persona più alta vivente dal 1940 al 1963 detiene altri due record: 4° persona più alta della storia ed europeo più alto di sempre. Nel 2004 il programma Suuret suomalaiset lo ha votato 12° persona più grande della Finlandia.